# Esperança (série télévisée)
Esperança est une telenovela brésilienne diffusée en 2002-2003 par Rede Globo.